# Wierzbica Górna
Wierzbica Górna (niem. Polnisch Würbitz, 1936–1945 Oberweiden O.S, „Wierzbica Polska”) – wieś w Polsce położona w województwie opolskim, w powiecie kluczborskim, w gminie Wołczyn.
W latach 1945–54 siedziba gminy Wierzbica Górna. W latach 1975–1998 miejscowość administracyjnie należała do ówczesnego województwa opolskiego.
Do wsi należą przysiółki: Międzybrodzie i Leśnicówka (Wałda), osada Cegielnia i kolonia Kołaczek.

## Nazwa
W 1295 w kronice łacińskiej Liber fundationis episcopatus Vratislaviensis (pol. Księga uposażeń biskupstwa wrocławskiego) miejscowość wymieniona jest w zlatynizowanej formie Wirzbicze superiori we fragmencie Wirzbicze superiori et inferiori. Podaje również nazwę Wirbicz polonicalis oznaczającą, że miejscowość została lokowana na prawie polskim iure polonico.
W alfabetycznym spisie miejscowości na terenie Śląska wydanym w 1830 roku we Wrocławiu przez Johanna Knie wieś występuje pod niemiecką nazwą Polnisch Wuerbitz. Topograficzny podręcznik Górnego Śląska z 1865 roku wymienia miejscowość jako Polnisch Wuerbitz oraz polska Wierzbica notując, że w miejscowym kościele odbywają się msze w języku polskim. Słownik geograficzny Królestwa Polskiego wydany na przełomie XIX i XX wieku notuje nazwę miejscowości pod polską nazwą „Wierzbica Polska” oraz niemiecką Polnisch Wuerbitz. Niemiecki leksykon geograficzny Neumanna wydany w 1905 roku notuje nazwę miejscowości jako Polnisch Wurbitz

## Zabytki
Do wojewódzkiego rejestru zabytków wpisane są:
- kościół ewangelicki, obecnie rzymskokatolicka filia pw. św. Jacka, wybudowany w latach 1719–22 – na początku XVIII w., szachulcowy – konstrukcji szkieletowej (mur pruski) – jedyny tego typu obiekt w powiecie. Kościół salowy z transeptem i kwadratową wieżą od zachodu, kryty gontem. Wewnątrz późnobarokowy ołtarz ambonowy, empory
- zespół dworski, k. XVIII, XIX:
  - dwór – obiekt późnobarokowy, zbudowany w 1791 roku. Odnowiony i przebudowany w 1911 roku. Obecnie doprowadzony do ruiny, zamieniony częściowo w spichlerz, pokryty eternitem
  - park, powstały około 1791 roku, o powierzchni około 4,24 ha, znajduje się w rejestrze Wojewódzkiego Konserwatora Zabytków
  - ogrodzenie przed pałacem, ze słupami zwieńczonymi kulami.